# Benzil

(Grupă benzil): radical benzil, benzilamină, bromură de benzil, cloroformiat de benzil și benzilmetileter. R = heteroatom, alchil, aril, alil etc. sau alți substituenți.

În chimia organică, benzil este un substituent sau rest aromatic cu structura C6H5CH2–. Structural, este alcătuit dintr-un nucleu benzenic de care se leagă o grupă metilen -CH2-.